# Кикути, Хидэюки
Хидэюки Кикути (яп. 菊地 秀行 Kikuchi Hideyuki, род. 25 сентября 1949 года) — японский писатель, известный своими романами (лайт-новел) в жанре ужасов. Его наиболее известной работой является серия книг «Ди, охотник на вампиров» (яп. 吸血鬼ハンター"D" кю:кэцуки ханта: «D»), по которой снято одноимённое аниме.

## Биография
Кикути родился в Тибе (Япония) и получил образование в университете Аояма Гакуин. Он брал уроки писательского мастерства у Кадзуо Коикэ. В 1982 году Кикути издал свой первый роман, «Синдзюку — город-ад». За последующие 20 лет он написал множество произведений, в частности, 17 книг из серии «Ди, охотник на вампиров», которые проиллюстрировал Ёситака Амано. Первый роман «Ди, охотник на вампиров» был опубликован Asahi Sonorama в 1983 году. По его мотивам было снято одноимённое аниме (1985), ставшее чрезвычайно популярным, несмотря на низкий бюджет. Сам автор отрицательно отнёсся к этой экранизации, сочтя её «дешёвой». Ему также не понравилось, что в оригинальный сюжет были внесены значительные изменения, поэтому длительное время не было никаких больше экранизаций этой истории. Лишь в 2001 году было сделано продолжение — «D: Жажда крови», на сей раз более дорогостоящее. В работе над этим аниме принимал участие один из ведущих режиссёров, Ёсиаки Кавадзири. Источником сюжета послужила третья книга Кикути «Демоническая погоня».
Когда Digital Manga предложила Кикути создать мангу по мотивам «Ди», он сам выбрал мангаку Сайко Такаки, бывшего автора додзинси.
Впрочем, Кикути положительно оценил экранизацию роман «Город чудищ», предпринятую в 1987 году анимационной студией Madhouse.
Другой популярной серией Кикути является Treasure Hunter (яп. トレジャー・ハンター торэдзя: ханта:) о молодом охотнике за головами, первая книга о котором Alien‐Treasure Street (яп. エイリアン秘宝街) также была издана в 1983 году. Treasure Hunter, наряду с «Ди», принёс молодому писателю известность в Японии. Книги этой серии тоже иллюстрировал Ёситака Амано, за исключением двух последних — Alien‐Black Death Empire (エイリアン黒死帝国) — проиллюстрированных Масахиро Сибатой.
Хидэюки Кикути также является автором сценария манги «Тёмный мститель Дарксайд» (яп. ダークサイド・ブルース да:кусайдо буру:су, Darkside Blues), изданной в 1988 году компанией Akita Shoten.

### Ди, охотник на вампиров
- Ди, охотник на вампиров
- Вызывающий бури
- Демоническая погоня
- История Мёртвого города
- The Stuff of Dreams
- Pilgrimage of the Sacred and the Profane
- Mysterious Journey to the North Sea
- The Rose Princess
- Pale Fallen Angel
- Twin-Shadowed Knight
- Dark Road
- Star Squad of the Evil Overlord
- Fortress of the Elder God
- Highway of the Enchanted Troops
- Account of the Demon Battle
- Record of the Blood Battle
- White Devil Mountain
- Iriya the Berserker
- Throng of Heretics
- Immortal Island
- The Hellish Horse Carriage

### Demon City Blues
Романы серии Demon City Blues (яп. 魔界都市ブルース макаи тоси буру:су) выходили в издательстве Shodensha с 1994 года. Действие книг происходит в рамках вселенной «Синдзюку — город-ад».
1. Makai Toshi Burusu: Youka no Akira (魔界都市ブルース1 妖花の章) ISBN 4-396-20206-7　(1986)
2. Aika no Akira (哀歌の章)　ISBN 4-396-20280-6　(1989)
3. Kagehana no Akira (陰花の章)　ISBN 4-396-20396-9　(1992)
4. Hotarubi no Akira (蛍火の章)　ISBN 4-396-20418-3　(1993)
5. Kasokehime no Akira (幽姫の章) ISBN 4-396-20560-0　(1996)
6. Doumu no Akira (童夢の章) ISBN 4-396-20648-8　(1998)
7. 魔界都市ブルース7 妖月の章 ISBN 4-396-20665-8　(1999)
8. Koei no Akira (孤影の章) ISBN 4-396-20722-0　(2001)
9. 魔界都市ブルース9 愁鬼の章 ISBN 4-396-20778-6　(2004)
10. Maboroshi Mai no Akira (幻舞の章) ISBN 978-4-396-20829-5　(2007)

Yashakiden: The Demon Princess (яп. 夜叉姫伝 Yasha Hime Tsutae, 1997) — история о вампирах в семи томах, действие которой происходит в мире «Синдзюку» и «Города чудищ». Иллюстрации — Дзюн Суэми.
- - 夜叉姫伝1　ISBN 4-396-20294-6　(1989)
  - 夜叉姫伝2　ISBN 4-396-20303-9　(1989)
  - 夜叉姫伝3　ISBN 4-396-20312-8　(1990)
  - 夜叉姫伝4　ISBN 4-396-20324-1　(1990)
  - 夜叉姫伝5　ISBN 4-396-20341-1　(1990)
  - 夜叉姫伝6　ISBN 4-396-20351-9　(1991)
  - 夜叉姫伝7　ISBN 4-396-20360-8　(1991)

### Другие романы
- Синдзюку — город-ад (яп. 魔界都市＜新宿＞, 1982)
- Invader Summer (яп. インベーダー・サマー, 1983)
- Ветер по имени Амнезия (яп. 風の名はアムネジア, 1983)
- Evil Deity Gourmet (яп. 妖神グルメ, 1984)
- Город чудищ (яп. 妖獣都市, 1985)
- Новеллизация Genmu Senki Leda (яп. 幻夢戦記レダ, 1985)[9]
- Dark Wars: The Tale of Meiji Dracula (яп. 明治ドラキュラ伝 Meiji Dorakyuu Den, 2004)[10]

### Сценарий для манги
- Тёмный мститель Дарксайд (яп. ダークサイド・ブルース, 1988), иллюстратор — Юхо Асибэ.[11][12]
- Волшебная игла (яп. 魔殺ノート 退魔針 Taimashin, 1995) совместно с Мисаки Сайто[13] и сиквелы.
- The Sword of Shibito (яп. しびとの剣, 1998), иллюстратор — Мисайру Какураи[яп.].[14]
- Rappa (яп. 乱波, 2007), иллюстратор — Ко Сасакура.[15]
- Ди, охотник на вампиров (яп. バンパイアハンターD, 2007), иллюстратор — Сайко Такаки.[16]